# Dcraw
dcraw (/diː siː ɹɔː/, от англ. Dave Coffin's raw photo decoder) — свободная компьютерная программа для преобразования файлов из формата Raw в форматы PPM и TIFF, написанная на ANSI C Дейвом Кофином. С появлением новых реализаций формата Raw, dcraw постоянно обновляется для обеспечения поддержки новых цифровых фотокамер. dcraw очень популярна и лежит в основе большого количества программ для работы с RAW — как бесплатных, так и коммерческих.
dcraw написана в соответствии с философией UNIX: программа может использоваться в режиме командной строки, что позволяет использовать её для создания сценариев командной строки (скриптов).

## Использующие dcraw программы сграфическим интерфейсом
- XnView — просмотрщик изображений.
- Helicon Filter[англ.] — растровый графический редактор.
- dcRAW-X для Mac OS X
- EasyHDR — программа для создания HDR-изображений.
- LibRAW

Конвертеры raw-фотографий:
- UFRaw — также является плагином для графического редактора GIMP.
- digiKam
- Photivo
- RAWDrop
- RawTherapee